# Parantica aglaia
Parantica aglaia är en fjärilsart som beskrevs av William Doherty 1886. Parantica aglaia ingår i släktet Parantica och familjen praktfjärilar. Inga underarter finns listade i Catalogue of Life.